# Paul Guignard
Paul Guignard (ur. 10 maja 1876 w Ainay-le-Château – zm. 15 lutego 1965 w Paryżu) – francuski kolarz torowy i szosowy, trzykrotny medalista torowych mistrzostw świata.

## Kariera
Pierwszy sukces w karierze Paul Guignard osiągnął w 1895 roku, kiedy zwyciężył w szosowym wyścigu Paryż-Besançon. W 1905 roku wystartował na torowych mistrzostwach świata w Antwerpii, gdzie zdobył srebrny medal w wyścigu ze startu zatrzymanego, ulegając jedynie Bobowi Walthourowi z USA. W tym samym roku Francuz ustanowił rekord świata w jeździe godzinnej oraz rekord na dystansie 100 km. Na rozgrywanych w 1913 roku mistrzostwach świata w Lipsku Guignard zwyciężył w swej koronnej konkurencji, zdobywając w międzyczasie cztery tytuły mistrza Europy. Ostatni medal zdobył już po zakończeniu I wojny światowej – podczas mistrzostw świata w Kopenhadze w 1921 roku zajął trzecie miejsce w wyścigu ze startu zatrzymanego, za Belgiem Victorem Linartem i Szwajcarem Paulem Suterem. Ponadto kilkakrotnie zdobywał medale torowych mistrzostw kraju, w tym cztery złote. Nigdy nie wystąpił na igrzyskach olimpijskich.